# 三脉紫麻
三脉紫麻（学名：Oreocnide trinervis）为荨麻科长梗紫麻属下的一个种。